# Blackwell (Teksas)
Blackwell je grad u američkoj saveznoj državi Teksas. Prema popisu stanovništva iz 2010. u njemu je živjelo 311 stanovnika.